# Xargs
xargs é um comando dos sistemas operacionais tipo Unix usado para construir listas de parâmetros passados antes de sua execução usando as informações produzidas por outro programa em sua saída padrão. Seu nome é a abreviatura de extended arguments, que é argumentos estendidos em português.

## Uso
Um exemplo trivial de uso é canalizar o conteúdo de um arquivo texto com um nome por linha e usá-los como parâmetros para o comando touch e criar arquivos com estes nomes deste modo:
```
$ 
cat
 
teste.txt
 
|
 
xargs
 
touch

```

Neste exemplo o arquivo texto teste.txt é enviado para a saída padrão com o comando cat e canalizado para o xargs que chama o comando touch uma vez para cada nome no arquivo texto.
O exemplo a seguir gera uma lista ordenada de usuários cadastrados num sistema operacional Linux.
```
$ 
cut
 
-d:
 
-f1
 
<
 
/etc/passwd
 
|
 
sort
 
|
 
xargs
 
echo

```